# Skale kościelne
Skale kościelne, skale modalne, skale średniowieczne, skale gregoriańskie (łac. modi, łac. toni) – skale muzyczne (tryby), na których opierała się europejska muzyka artystyczna w średniowieczu i renesansie. Nazwane zostały na wzór skal starogreckich, ale nie są tożsame ani z nimi, ani ze współczesnymi skalami modalnymi.
Podstawy systemu opracował na przełomie V i VI wieku Boecjusz; ostatnie opracowania teoretyczne przypisywane są Glareanusowi. Podobnie jak skale starogreckie zbudowane są z dwóch tetrachordów, ale dźwięki ułożone są w nich rosnąco. 